# 峰なゆか
峰 なゆか（みね なゆか、1984年〈昭和59年〉9月29日 - ）は、岐阜県出身の漫画家、ライター。元AV女優である。元ワタナベエンターテインメント所属。

## 来歴
日本テレビのトーク番組『恋のから騒ぎ』に稲垣那祐佳の名前で第11期生として出演（当時の肩書は19歳・服飾専門学生）。
2005年にメディアステーション（宇宙企画）より『恋のエロ騒ぎ』でAVデビュー。2006年より、MOODYZ専属女優としても活動した。
同年7月1日、黒澤あらら監督の『初ぶっかけ』でぶっかけを解禁、2006年12月19日に開かれたMOODYZ大感謝祭2006では最優秀女優賞の第4位に選ばれた。
2007年5月1日、MOODYZガチンコレーベル「Gati」第一弾となる『パイパンハイパーデジタルモザイク』でパイパンを解禁した。
2009年1月に『超絶品ボディ引退SPECIAL』でAVを引退した。
2011年5月、「1本・レズ限定」という契約でMOODYZより『美しすぎるレズビアン マ○コがマ○コに恋をする理由（ワケ）』でAV復帰した。
同年11月、自身のブログや『週刊SPA!』での連載で注目を集めていた漫画『アラサーちゃん』が単行本化される。以降はライター、漫画家として活躍している。
2014年7月よりワタナベエンターテインメントに所属となった。
2020年4月8日、出産と結婚を公表。
2023年に出演した『猫舌SHOWROOM 豪の部屋』（SHOWROOM）にてワタナベエンターテインメント退所を公表した。

## 人物
芸名「峰」は当時愛煙していたたばこの銘柄の「峰」から。ただし、2015年ごろから断続的に禁煙している。

## 出演

### アダルトビデオ
2005年
- 恋のエロ騒ぎ（1月28日、宇宙企画）
- Hカップの胸騒ぎ（2月25日、宇宙企画）
- あなたとしたいの（3月27日、宇宙企画）
- ソープの女神様（4月30日、宇宙企画）
- 尻姫（5月29日、宇宙企画）
- 行列のできる峰なゆか（6月26日、宇宙企画）
- 淫乳伝説峰なゆか（7月29日、宇宙企画）
- ウェイトレスは巨乳ちゃん（8月21日、宇宙企画）
- 淫夢（9月18日、宇宙企画）
- なゆかのチャレンジFUCK（11月19日、宇宙企画）
- 堕天使X（12月18日、宇宙企画）

2006年
- 初セル 峰なゆか（1月13日、MOODYZ）
- コスプレ7（2月13日、MOODYZ）
- Sex On The Beach 9（3月13日、MOODYZ）
- 峰なゆかの超巨乳ソープ嬢V.I.P（4月13日、MOODYZ）
- ハイパーデジタルモザイクVol.026（5月13日、MOODYZ）
- 絶頂地獄（6月13日、MOODYZ）
- 初ぶっかけ（7月1日、MOODYZ）
- エロスの地獄（8月1日、MOODYZ）
- 6本番（9月13日、MOODYZ）
- MOODYZ BEST HIT 12時間 \2,980 完全撮り下ろし6タイトル（9月13日、MOODYZ）
- 拷問くらぶ（10月13日、MOODYZ）
- 極乱交（11月13日、MOODYZ）
- 極乳ハイパーデジタルモザイク（12月13日、MOODYZ）

2007年
- エロスの地獄 〜完結編・秘密の裁き〜（2月1日、MOODYZ）
- 超絶品ボディーSPECIAL（3月1日、MOODYZ）
- AV（あぶ）ない若妻（4月13日、MOODYZ）
- パイパンハイパーデジタルモザイク（5月1日、MOODYZ）
- ドリーム学園11（5月3日、MOODYZ）※AV OPEN 2007エントリー作品
- 痙攣ドラッグ電マ失禁FUCK！（7月1日、MOODYZ）
- 極太FUCKSPECIAL（9月13日、MOODYZ）
- ドリーム学園11 完全版（10月13日、MOODYZ）
- WキャストSPECIAL （2007年11月1日、MOODYZ）
- 潮吹き倶楽部SPECIAL（12月13日、MOODYZ）

2008年
- エロスの宇宙（1月1日、MOODYZ）
- 超絶品ボディSPECIAL（3月1日［DVD］/2008年5月1日［VHS］、MOODYZ）
- 爆乳レイプ調教（4月1日、MOODYZ）
- 93cm Hcup 90cm Gcup（4月19日、OPPAI ［おっぱい］）
- 93cm Hcup NAYUKA（5月19日、OPPAI ［おっぱい］）
- 見られただけでビショ濡れなの。（6月19日、乱丸）
- 巨乳秘書飲尿中出しレイプ（6月25日、ダスッ!）
- 峰なゆかは美人女教師兼巨大乳房家畜（7月25日、ダスッ!）
- E-BODY（8月13日、E-BODY）
- アナル奴隷浣腸噴射！（8月25日、ダスッ!）
- スキだらけのボインとイタズラ小○生（12月1日、MOODYZ）

2009年
- 超絶品ボディ引退SPECIAL（2009年1月1日、MOODYZ）

2011年
- 美しすぎるレズビアン マ○コがマ○コに恋をする理由（ワケ）（5月1日、MOODYZ）

### テレビ
- アウト×デラックス（2014年7月10日、フジテレビ）
- 今夜くらべてみました（2014年8月5日、日本テレビ）
- 5時に夢中!（2014年8月19日、TOKYO MX）
- ノブナガ（2014年11月16日、CBCテレビ）
- BF会議（2014年11月19日・26日、テレビ朝日）
- サンデージャポン（2014年11月23日、TBS）
- おしゃべりオジサンと怒れる女（2017年9月30日、2018年1月6日、1月13日、テレビ東京）
- じっくり聞いタロウ〜スター近況（秘）報告〜（2018年8月31日、テレビ東京）

### ラジオ
- バカリズムのオールナイトニッポンGOLD（2015年2月16日、ニッポン放送）

### ウェブテレビ
- スリルな夜！（2016年 - 、AbemaTVスペシャル） - 隔週レギュラー

## 書籍

### 単著
- 『アラサーちゃん』（2011年11月18日、メディアファクトリー（ダ・ヴィンチブックス））ISBN 978-4840142915
- 『アラサーちゃん 無修正 1 - 7』（2013年4月12日 -  2019年11月20日、連載中、扶桑社）ISBN 978-4594067991 ほか
- 『セクシー女優ちゃん ギリギリモザイク』（2014年9月20日、双葉社（週刊大衆ヴィーナス））ISBN 978-4575307412
  - 連載時は「ヴィーナスちゃんギリギリモザイク」として発表。
- 『女くどき飯』（2016年3月8日、扶桑社）ISBN 978-4-594-07433-3
- 『オシャレな人って思われたい!』（2018年11月28日、扶桑社）ISBN 978-4-594-08076-1 ※イラストエッセイ集
- 『もっとオシャレな人って思われたい!』（2019年11月20日、扶桑社）ISBN 978-4-594-08076-1 ※イラストエッセイ集
- AV女優ちゃん（2020年、扶桑社）既刊2巻
- わが子ちゃん（2022年、扶桑社）既刊1巻

### 共著
- 犬山紙子『邪道モテ! オンナの王道をゆけない女子のための新・モテ論』（2012年6月15日、宝島社）ISBN 978-4796671897
- 犬山紙子『恋愛カースト』（2013年7月4日、宝島社）ISBN 978-4800212719
  - 『邪道モテ』に加筆修正を加えた文庫版）
- 『だって、女子だもん!!: 雨宮まみ対談集 』（2012年11月5日、ポット出版） ISBN 4780801907 共著・湯山玲子、能町みね子、小島慶子、おかざき真里
- 『マンガ麵 漫画家と麵の幸せな関係』（2019年8月20日、徳間書店）ISBN 978-4-19-980589-9 共著：麻日隆、石黒正数、板垣巴留、上田信舟 他  
  - 全22名の漫画家による『麺』のアンソロジーコミックス[13]。

### 写真集
- nudity（2005年1月、メディアックス、撮影：平田友二）ISBN 978-4896135794

## 連載

### 漫画連載
- アラサーちゃん（『週刊SPA!』、扶桑社）
- AV女優ちゃん（『ゆるっとcafe』（WEB）、竹書房→『週刊SPA!』、扶桑社）
- ヴィーナスちゃんギリギリモザイク（『週刊大衆ヴィーナス』、双葉社）
- 元ブスちゃんと元デブちゃん（『ROLa』、新潮社）
- チャラいヒゲ、子を育てる（『女子SPA!』[14]（WEB）、扶桑社）

### 随筆連載
- 男子禁制 ヒミツの更衣室（ダ・ヴィンチ電子ナビ、メディアファクトリー）
- はだかのりれきしょ（メンズナウ）
- 濡れる読書体験（GetNavi、学研パブリッシング）
- Yurinote（『コミック百合姫』、一迅社）
- 女くどき飯（ぐるなび（Web連載[15]））

## 映像化作品
テレビドラマ
- アラサーちゃん 無修正（2014年、テレビ東京）
- 女くどき飯（2015年、MBS）
- 女くどき飯 Season2（2016年、MBS）